# Helicoconis (Helicoconis) premnata
Helicoconis (Helicoconis) premnata is een insect uit de familie dwerggaasvliegen (Coniopterygidae), die tot de orde netvleugeligen (Neuroptera) behoort. De soort komt voor in India.